# أسد الجزيرة (مسلسل)
أسد الجزيرة، مسلسل كويتي تم تصويره في 2006 في الكويت وسوريا. يتكلم عن فترة حكم الشيخ مبارك الصباح في الفترة ما بين 1896 و1915 وسرد لبعض الأحداث التي حدثت في تلك الفترة مثل استلام مبارك الحكم ومعركة الصريف ومعركة هدية وهجمات يوسف بن عبد الله الإبراهيم. يمثل دور الشيخ مبارك الممثل الكويتي محمد المنصور. كتب المسلسل شريدة المعوشرجي الأمين العام السابق لمجلس الأمة الكويتي ووزير الدولة السابق وأخرجه المخرج السوري باسل الخطيب. وقال محمد المنصور إنه يشعر باعتزاز بتمثيله لدور الشيخ مبارك وأن العمل قد بدأ بتصوير المسلسل بعد الحصول على الموافقة من الديوان الأميري، وقال باسل الخطيب إنه يتمنى عرض المسلسل لأنه أحد أهم المسلسلات الكويتية والتي تتكلم عن فترة مهمة في تاريخ الكويت، ولكن المسلسل قد مُنع من العرض في نفس العام.

## شخصيات المسلسل
- محمد المنصور - في دور الشيخ مبارك الصباح.
- مازن الناطور - في دور عبد العزيز بن متعب بن عبد الله الرشيد.
- عبد الرحمن العقل - في دور يوسف الابراهيم.
- عبد المحسن النمر - في دور الشيخ سالم المبارك الصباح.
- خالد البريكي - في دور الشيخ جابر مبارك الصباح.
- محمد عبد الله الشطي - في دور الشيخ حمود بن صباح الصباح.
- حياة الفهد - في دور موضي العبيدي

## وصلات خارجية
- مسلسل أسد الجزيرة على موقع اليوتيوب